# Bimota HB2
La Bimota HB2 è una motocicletta stradale sportiva realizzata dalla casa motociclistica Italiana Bimota dal 1982 al 1983, come secondo modello con motorizzazione Honda. 

## Descrizione
Presentata al Salone di Milano 1981, a spingere la moto c'è un motore a quattro cilindri in linea DOHC a 16 valvole raffreddato ad aria ripreso dalla Honda CB 900 F da 901 cm³, che sviluppa 95 cavalli a 9000 giri/min e circa 8 kg⋅m a 8000 giri/min. 
Il telaio è a doppia culla in acciaio.
La frenata è assicurata da pinze Brembo Gold Series a due pistoncini con tre dischi flottanti da 280 mm di diametro, di cui due all'avantreno e uno al retrotreno.